# 876 Scott

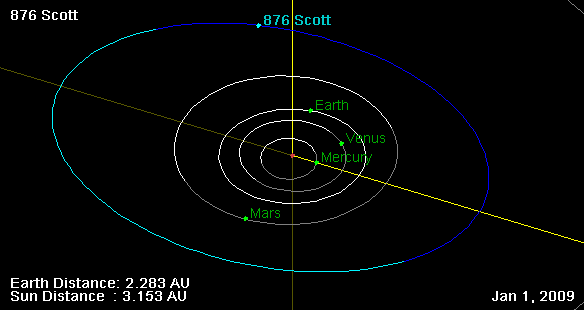
Órbita do 876 Scott

Scott (asteroide 876) é um asteroide da cintura principal com um diâmetro de 21,88 quilómetros, a 2,6869423 UA. Possui uma excentricidade de 0,1077304 e um período orbital de 1 908,71 dias (5,23 anos).
Scott tem uma velocidade orbital média de 17,16372804 km/s e uma inclinação de 11,3311º.
Este asteroide foi descoberto em 20 de Junho de 1917 por Johann Palisa.